# Marin Piuković
Marin Piuković, (Subotica, 30. siječnja 1996.), predsjednik je mladeži DSHV-a. Diplomirani ekonomist. Visoki dužnosnik hrvatske manjine u Srbiji, iz Subotice. Predsjednik je Povjerenstva za mladež Hrvatskoga nacionalnog vijeća Republike Srbije od ožujka 2019. godine.